# 黑吻鱥
黑吻鱥（学名：Rhinichthys atratulus）为輻鰭魚綱鯉形目雅羅魚科的其中一種，分布於北美洲加拿大新斯科舍省至美國南卡羅來納州、喬治亞州，本魚身體矮胖且呈紡錘形；嘴巴位於近末端位置，側線顏色深，從前到後有56至70個鱗片，側線上方的顏色可以在深棕色甚至橄欖色之間變化，而側線下方的顏色則較淺，直到腹部呈白色。在繁殖季節，雄魚會出現較深的色素沉澱和橘色側線，背鰭軟條8枚；臀鰭軟條7枚，體長可達12.4公分，壽命可達3年，棲息在水流湍急、多岩石的河川上游及水潭，屬雜食性，以水生昆蟲及矽藻等為食，繁殖期約在5至6月，較大的雌魚具有較高的繁殖力，可產下400至1,100個卵。